# Route 62 (Winnipeg)
Pour les articles homonymes, voir Route 62.
La route 62 est une route artérielle majeure nord-sud à Winnipeg, Manitoba, au Canada, possédant 8 noms de rues différents.